# Игарский проезд
Ига́рский прое́зд — улица на севере Москвы в районе Свиблово Северо-Восточного административного округа. Находится между Кольской улицей и Тенистым проездом.

## Происхождение названия
Проезд назван по заполярному сибирскому городу Игарка в связи с расположением на северо-востоке Москвы. До 1964 года — улица Калинина в составе бывшего города Бабушкин.

## Расположение
Игарский проезд, как и в основном параллельный ему проезд Русанова, был проложен вдоль пути Бескудниковской железнодорожной ветки. Проходит с востока на запад: начинается от Кольской улицы как продолжение Радужной улицы, пересекает Ивовую улицу и соединяется с Тенистым проездом недалеко от поймы Яузы.
- Вид на восток
- Вид на запад
- Сквер вблизи Кольской улицы

## История
Являлся частью Институтского шоссе, шедшего от поселка Института пути по современным Игарскому проезду и Радужной улице к городу Бабушкин.

## Учреждения и организации
По нечётной стороне:
- № 7 — РОВД «Свиблово»;
- № 17 — Творческая Мастерская Ирины Бруй;
- № 19 — Суды Районные: Бутырский (Алтуфьевский, Бибирево, Лианозово, Отрадное, Северный), мировой судья Судебного участка No.158 района Бибирево;

По чётной стороне:
- № 2 — Государственная академия повышения квалификации и переподготовки кадров для строительства и жилищно-коммунального комплекса России; НПП «Спецэнергомеханика»;
- № 2, строение 1 — Центральный межведомственный институт управления; Издательство «Современный Университет»; Научно-проектный институт Мостов и других инженерных сооружений; ППП «Искусственные Сооружения».